# غيليس بيلمير
غيليس بيلمير هو موزع وملحن كندي، ولد في 29 مارس 1952 في شاوينيغان في كندا.

## وصلات خارجية
- غيليس بيلمير على موقع IMDb (الإنجليزية)
- غيليس بيلمير على موقع ميوزك برينز (الإنجليزية)
- غيليس بيلمير على موقع ديسكوغز (الإنجليزية)